# 克利夫·米利
克利夫·米利（英語：Cliff Meely，1947年7月10日—2013年5月29日）是美国NBA联盟职业篮球运动员。他在1971年的NBA选秀中第1轮第7顺位被休斯顿火箭选中。